# 中铁九局
中铁九局集团有限公司，注册地位于沈阳，隶属于中国铁路工程总公司。业务性质为铁路、公路、市政。2017年，公司总资产186.37亿元，净资产30.67亿元，净利润0.35亿元。